# Ivelin Popov
Ivelin Ivanov Popov (Bulgaars: Ивелин Иванов Попов) (Sofia, 6 oktober 1987) is een Bulgaars voetballer die doorgaans als middenvelder speelt. Popov debuteerde in 2007 in het Bulgaars voetbalelftal. In 2015, 2016 en 2017 werd Popov uitgeroepen tot Bulgaars voetballer van het jaar.

## Clubcarrière
Popov speelde in de jeugd voor verschillende clubs, waaronder een jaar bij Feyenoord. Vandaar stapte hij over naar zijn eigen land bij de ploeg Litex Lovetsj. In 2010 werd hij verkocht aan Gaziantepspor, waar hij twee seizoenen speelde; daarna tekende hij een contract bij FK Koeban Krasnodar, waar hij een vaste kracht in het elftal werd. Hij verruilde Koeban Krasnodar in juli 2015 voor Spartak Moskou. In 2018 speelde hij op huurbasis voor Roebin Kazan en vanaf 2019 komt hij uit voor FK Rostov. Medio 2020 ging Popov naar PFK Sotsji.

## Interlandcarrière
Popov maakte op 22 augustus 2007 in de vriendschappelijke thuiswedstrijd tegen Wales zijn debuut in het Bulgaars voetbalelftal. Het duel werd met 1–0 verloren door een treffer van Freddy Eastwood. Popov viel na rust in voor Dimitar Telkiyski. In totaal heeft hij achtmaal gescoord en kwam hij meer dan vijftig keer uit voor zijn vaderland. Sinds 2012 is hij tevens de aanvoerder van het nationaal elftal.